# Coupe du Liechtenstein de football 1991-1992
Navigation
Édition précédente Édition suivante
La coupe du Liechtenstein 1991-1992 de football est la 47e édition de la Coupe nationale de football, la seule compétition nationale du pays en l'absence de championnat.
La finale est disputée à Triesen, le 28 mai 1992, entre le FC Balzers et le FC Vaduz. 
Le FC Vaduz remporte le trophée en battant le FC Balzers. Il s'agit du 24e titre de l'histoire du club dans la compétition. Grâce à ce succès, le club assure sa participation à la prochaine édition de la Coupe d'Europe des vainqueurs de coupe.

## 1ertour
| Équipe 1          | Résultat | Équipe 2             |
| ----------------- | -------- | -------------------- |
| FC Triesenberg    | 0 - 3    | FC Vaduz             |
| FC Schaan II      | 0 - 3    | FC Triesen Español   |
| FC Triesen II     | 0 - 4    | FC Schaan            |
| FC Triesen        | 2 - 3    | FC Balzers II        |
| FC Triesenberg II | 2 - 4    | USV Eschen/Mauren II |
| FC Vaduz II       | 1 - 2    | FC Balzers           |
| FC Schaan Azzurri | 3 - 4    | FC Ruggell           |
| FC Ruggell        | 0 - 5    | USV Eschen/Mauren    |

## Quarts de finale
| Équipe 1             | Résultat | Équipe 2          |
| -------------------- | -------- | ----------------- |
| FC Triesen Español   | 2 - 0    | USV Eschen/Mauren |
| FC Schaan            | 1 - 3    | FC Balzers        |
| USV Eschen/Mauren II | 2 - 1    | FC Ruggell        |
| FC Balzers II        | 0 - 1    | FC Vaduz          |

## Demi-finales
| Équipe 1             | Résultat | Équipe 2   |
| -------------------- | -------- | ---------- |
| USV Eschen/Mauren II | 2 - 3    | FC Balzers |
| FC Triesen Español   | 0 - 1    | FC Vaduz   |

## Finale
| 28 mai 1992 | FC Vaduz | 2 - 1 | FC Balzers | Triesen |  |
|             |          |       |            |         |  |

- Le FC Vaduz se qualifie pour la Coupe d'Europe des vainqueurs de coupe 1992-1993.